# Saba Batang Miha
Saba Batang Miha is een bestuurslaag in het regentschap Tapanuli Selatan van de provincie Noord-Sumatra, Indonesië. Saba Batang Miha telt 347 inwoners (volkstelling 2010).